# INDEP
INDEP (Portugees: Indústrias Nacionais de Defesa, Nederlands: Nationale Defensieindustriën, vroeger: Fábrica do Braço de Prata) was een Portugese vuurwapenfabrikant. Het bedrijf was eigendom van de Portugese overheid en maakte verschillende typen lichte vuurwapens. Daaronder de Portugese variant van het Duitse Heckler & Koch G3-aanvalsgeweer dat veelvuldig werd gebruikt in de Portugese koloniale oorlogen tussen 1961 en 1974. In 2007 werd het bedrijf stopgezet.

## Producten
- 9 mm FBP M/948-machinepistool,
- 7,62 mm Espingarda M/961-aanvalsgeweer (Heckler & Koch G3),
- 9 mm Lusa-machinepistool,
- 60 mm Morteirete lichte mortier,
- 5,56 mm SIG 543-aanvalsgeweer.